# Tournoi de tennis de Séoul
Ne doit pas être confondu avec Tournoi de tennis de Corée.
Le tournoi de Séoul est un tournoi de tennis professionnel masculin qui se dispute à Séoul sur dur. 
Il a été organisé en avril entre 1987 et 1996.
En simple, aucun joueur n'a remporté le tournoi à plusieurs reprises. Seul Todd Woodbridge a atteint deux fois la finale mais l'a perdue à deux reprises.
En 2015, un nouveau tournoi masculin du circuit Challenger est organisé sous le nom du Seoul Open et se joue sur dur en extérieur.
En 2022, le tournoi monte en catégorie ATP 250 et se joue en intérieur au Seoul Olympic Park Tennis Center.

## Palmarès

### Simple
| No    | Date       | Nom et lieu du tournoi                        | Catégorie      | Dotation       | Surface        | Vainqueur          | Finaliste        | Score          |                |
| ----- | ---------- | --------------------------------------------- | -------------- | -------------- | -------------- | ------------------ | ---------------- | -------------- | -------------- |
| 1     | 20-04-1987 | Seoul Open, Séoul                             |                | 89 400 $       | Dur (ext.)     | Jim Grabb          | Andre Agassi     | 1-6, 6-4, 6-2  |                |
| 2     | 18-04-1988 | Seoul Open, Séoul                             |                | 93 400 $       | Dur (ext.)     | Dan Goldie         | Andrew Castle    | 6-3, 6-7, 6-0  |                |
| 3     | 10-04-1989 | Seoul Open, Séoul                             |                | 93 400 $       | Dur (ext.)     | Robert Van't Hof   | Brad Drewett     | 7-5, 6-4       |                |
| 4     | 16-04-1990 | KAL Cup Korea Open, Séoul                     | World Series   | 140 000 $      | Dur (ext.)     | Alex Antonitsch    | Pat Cash         | 7-6, 6-3       |                |
| 5     | 15-04-1991 | KAL Cup Korea Open, Séoul                     | World Series   | 140 000 $      | Dur (ext.)     | Patrick Baur       | Jeff Tarango     | 6-4, 1-6, 7-65 |                |
| 6     | 20-04-1992 | KAL Cup Korea Open, Séoul                     | World Series   | 145 000 $      | Dur (ext.)     | Shūzō Matsuoka     | Todd Woodbridge  | 6-3, 4-6, 7-5  |                |
| 7     | 19-04-1993 | KAL Cup Korea Open, Séoul                     | World Series   | 175 000 $      | Dur (ext.)     | Chuck Adams        | Todd Woodbridge  | 6-4, 6-4       |                |
| 8     | 18-04-1994 | KAL Cup Korea Open, Séoul                     | World Series   | 188 750 $      | Dur (ext.)     | Jeremy Bates       | Jörn Renzenbrink | 6-4, 66-7, 6-3 |                |
| 9     | 24-04-1995 | Seoul Open, Séoul                             | World Series   | 203 000 $      | Dur (ext.)     | Greg Rusedski      | Lars Rehmann     | 6-4, 3-1 ab.   |                |
| 10    | 22-04-1996 | Seoul Open, Séoul                             | World Series   | 203 000 $      | Dur (ext.)     | Byron Black        | Martin Damm      | 7-63, 6-3      |                |
|       | 1997-2014  | Pas de tournoi                                | Pas de tournoi | Pas de tournoi | Pas de tournoi | Pas de tournoi     | Pas de tournoi   | Pas de tournoi | Pas de tournoi |
| (I)   | 11-05-2015 | Lecoq Seoul Open, Séoul                       | Challenger     | 50 000 $ +H    | Dur (ext.)     | Go Soeda           | Chung Hyeon      | 3-6, 6-3, 6-3  |                |
| (II)  | 09-05-2016 | Lecoq Seoul Open, Séoul                       | Challenger     | 100 000 $ +H   | Dur (ext.)     | Serhiy Stakhovsky  | Lu Yen-hsun      | 4-6, 6-3, 7-67 |                |
| (III) | 08-05-2017 | Fila Seoul Open, Séoul                        | Challenger     | 100 000 $ +H   | Dur (ext.)     | Thomas Fabbiano    | Kwon Soon-woo    | 1-6, 6-4, 6-3  |                |
| (IV)  | 30-04-2018 | Vitro Seoul Open, Séoul                       | Challenger     | 100 000 $ +H   | Dur (ext.)     | Mackenzie McDonald | Jordan Thompson  | 1-6, 6-4, 6-1  |                |
| (V)   | 29-04-2019 | Vitro Seoul Open, Séoul                       | Challenger     | 108 320 $      | Dur (ext.)     | Kwon Soon-woo      | Max Purcell      | 7-5, 7-5       |                |
|       | 2020-2021  | Pas de tournoi                                | Pas de tournoi | Pas de tournoi | Pas de tournoi | Pas de tournoi     | Pas de tournoi   | Pas de tournoi | Pas de tournoi |
| 11    | 26-09-2022 | Eugene Korea Open Tennis Championships, Séoul | ATP 250        | 1 117 930 $    | Dur (ext.)     | Yoshihito Nishioka | Denis Shapovalov | 6-4, 7-65      | Tableau        |
| (VI)  | 10-10-2022 | Fila Seoul Open Challenger, Séoul             | Challenger     | 132 800 $      | Dur (ext.)     | Li Tu              | Wu Yibing        | 7-65, 6-4      |                |
| (VII) | 24-04-2023 | Seoul Open Challenger, Séoul                  | Challenger     | 160 000 $      | Dur (ext.)     | Bu Yunchaokete     | Aleksandar Vukic | 7-64, 6-4      |                |

### Double
| No    | Date       | Nom et lieu du tournoi                        | Catégorie      | Dotation       | Surface        | Vainqueurs                        | Finalistes                                   | Score             |                |
| ----- | ---------- | --------------------------------------------- | -------------- | -------------- | -------------- | --------------------------------- | -------------------------------------------- | ----------------- | -------------- |
| 1     | 20-04-1987 | Seoul Open, Séoul                             |                | 89 400 $       | Dur (ext.)     | Eric Korita Mike Leach            | Ken Flach Jim Grabb                          | 6-7, 6-1, 7-5     |                |
| 2     | 18-04-1988 | Seoul Open, Séoul                             |                | 93 400 $       | Dur (ext.)     | Andrew Castle Roberto Saad        | Gary Donnelly Jim Grabb                      | 6-7, 6-4, 7-6     |                |
| 3     | 10-04-1989 | Seoul Open, Séoul                             |                | 93 400 $       | Dur (ext.)     | Scott Davis Paul Wekesa           | John Letts Bruce Man-Son-Hing                | 6-2, 6-4          |                |
| 4     | 16-04-1990 | KAL Cup Korea Open, Séoul                     | World Series   | 140 000 $      | Dur (ext.)     | Grant Connell Glenn Michibata     | Jason Stoltenberg Todd Woodbridge            | 7-6, 6-4          |                |
| 5     | 15-04-1991 | KAL Cup Korea Open, Séoul                     | World Series   | 140 000 $      | Dur (ext.)     | Alex Antonitsch Gilad Bloom       | Kent Kinnear Sven Salumaa                    | 7-6, 6-1          |                |
| 6     | 20-04-1992 | KAL Cup Korea Open, Séoul                     | World Series   | 145 000 $      | Dur (ext.)     | Kevin Curren Gary Muller          | Kelly Evernden Brad Pearce                   | 7-6, 6-4          |                |
| 7     | 19-04-1993 | KAL Cup Korea Open, Séoul                     | World Series   | 175 000 $      | Dur (ext.)     | Jan Apell Peter Nyborg            | Neil Broad Gary Muller                       | 5-7, 7-6, 6-2     |                |
| 8     | 18-04-1994 | KAL Cup Korea Open, Séoul                     | World Series   | 188 750 $      | Dur (ext.)     | Stéphane Simian Kenny Thorne      | Kent Kinnear Sébastien Lareau                | 6-4, 3-6, 7-5     |                |
| 9     | 24-04-1995 | Seoul Open, Séoul                             | World Series   | 203 000 $      | Dur (ext.)     | Sébastien Lareau Jeff Tarango     | Joshua Eagle Andrew Florent                  | 6-3, 6-2          |                |
| 10    | 22-04-1996 | Seoul Open, Séoul                             | World Series   | 203 000 $      | Dur (ext.)     | Rick Leach Jonathan Stark         | Kent Kinnear Kevin Ullyett                   | 6-4, 6-4          |                |
|       | 1997-2014  | Pas de tournoi                                | Pas de tournoi | Pas de tournoi | Pas de tournoi | Pas de tournoi                    | Pas de tournoi                               | Pas de tournoi    | Pas de tournoi |
| (I)   | 11-05-2015 | Lecoq Seoul Open, Séoul                       | Challenger     | 50 000 $ +H    | Dur (ext.)     | Gong Maoxin Peng Hsien-yin        | Lee Hyung-taik Danai Udomchoke               | 6-4, 7-5          |                |
| (II)  | 09-05-2016 | Lecoq Seoul Open, Séoul                       | Challenger     | 100 000 $ +H   | Dur (ext.)     | Matt Reid John-Patrick Smith      | Gong Maoxin Yi Chu-huan                      | 6-3, 7-5          |                |
| (III) | 08-05-2017 | Fila Seoul Open, Séoul                        | Challenger     | 100 000 $ +H   | Dur (ext.)     | Hsieh Cheng-peng Peng Hsien-yin   | Thomas Fabbiano Dudi Sela                    | 5-1 ab.           |                |
| (IV)  | 30-04-2018 | Vitro Seoul Open, Séoul                       | Challenger     | 100 000 $ +H   | Dur (ext.)     | Toshihide Matsui Frederik Nielsen | Chen Ti Yi Chu-huan                          | 6-4, 7-63         |                |
| (V)   | 29-04-2019 | Vitro Seoul Open, Séoul                       | Challenger     | 108 320 $      | Dur (ext.)     | Max Purcell Luke Saville          | Ruben Bemelmans Serhiy Stakhovsky            | 6-4, 7-67         |                |
|       | 2020-2021  | Pas de tournoi                                | Pas de tournoi | Pas de tournoi | Pas de tournoi | Pas de tournoi                    | Pas de tournoi                               | Pas de tournoi    | Pas de tournoi |
| 11    | 26-09-2022 | Eugene Korea Open Tennis Championships, Séoul | ATP 250        | 1 117 930 $    | Dur (ext.)     | Raven Klaasen Nathaniel Lammons   | Nicolás Barrientos Miguel Ángel Reyes-Varela | 6-1, 7-5          | Tableau        |
| (VI)  | 10-10-2022 | Fila Seoul Open Challenger, Séoul             | Challenger     | 132 800 $      | Dur (ext.)     | Kaichi Uchida Wu Tung-lin         | Chung Yun-seong Aleksandar Kovacevic         | 62-7, 7-5, [11-9] |                |
| (VII) | 24-04-2023 | Seoul Open Challenger, Séoul                  | Challenger     | 160 000 $      | Dur (ext.)     | Max Purcell Yasutaka Uchiyama     | Chung Yun-seong Yuta Shimizu                 | 6-1, 6-4          |                |